# 石原慎也 (声優)
石原慎也（6月28日 - ）は、日本の男性声優。鹿児島県出身。
かつてはアプトプロに所属していたが、退所後の声優活動は確認できてない。

## 出演
太字はメインキャラクター。

### テレビアニメ
- DOG DAYS（2015年、兵）

### OVA
- バカとテストと召喚獣（2011年、審問員）
- ニセコイ（2015年、生徒）
- まじかるすいーと プリズム・ナナ

### ゲーム
- FREEDOM WARS フリーダムウォーズ（2014年、咎人、市民、住人）
- ニセコイ ヨメイリ！？（2014年、生徒、ニワトリ）

### 吹き替え
- 裏切りのスナイパー（2013年、マルコ、店の男、刑事、警官）
- ストリート・レーサー ファイナル・バトル（2014年、ヨップ、警官）
- 美しい絵の崩壊（2014年、トム）
- レッド・リベンジ（2014年、ホアン、トレス、男A）

### ドラマCD
- FLESH&BLOODシリーズ
- のんのんびより（2014年、空港係員、インストラクター）
- PEACE MAKER 鐵（2015年、新宮馬之助）
- 王家の紋章（2015年、男）

### その他
- ボイスオーバー「歴史を変えたテクノロジー：高層ビル」
- ボイスオーバー「歴史を変えたテクノロジー：車」
- ボイスオーバー「歴史を変えたテクノロジー：航空機」
- ボイスオーバー「歴史を変えたテクノロジー：携帯電話」